# Carl-Johan Kleberg
Car-Johan Kleberg, född 5 maj 1929, död 29 augusti 2020, var en svensk kulturarbetare med professors namn och författare. Hans främsta insats var att leda utredningen som ledde till Statens kulturråds bildande. Kleberg var även med och drev fram UNESCO:s Världskommission för kultur och utvecklning. Mellan åren 1999 och 2004 var Kleberg ordförande för Humanisterna där han vid förbundets 40-årsfirande utsågs till hedersmedlem. 